# 이나베정
이나베정(員弁町)은 미에현 이나베군에 설치되었던 정이다.
2003년 12월 1일, 이나베군, 호쿠세이정, 다이안정, 후지와라정과 합병해 이나베시가 성립해, 이나베정은 폐지되었다.

## 역사
- 1941년 2월 11일 - 가사다촌, 오이즈미촌, 오이즈미하라촌이 합병해 성립하였다
- 2003년 12월 1일 - 호쿠세이정, 다이안정, 후지와라정과 합병해 이나베시가 성립하였다. 동일 이나베정은 폐지되었다.

## 교통
- 산기 철도(일본어판)
  - 산기 선